# Doublage (musique)
Pour les articles homonymes, voir Doublage (homonymie).
Ne pas confondre avec le doublage au cinéma
Le doublage (en anglais double tracking) est une technique d'enregistrement sonore dans laquelle une piste de voix ou d'instrument est réenregistrée, puis ajoutée à la première piste, afin d'obtenir un son massif et large. L'effet est généralement renforcé en jouant sur le panoramique, en positionnant l'une des pistes à gauche et l'autre à droite du champ stéréo. Cette technique est possible uniquement en enregistrement multipiste.
Certains dispositifs mécaniques, comme l'ADT (Automatic Double Tracking), ainsi que certains effets audio (chorus, pitch shifting, delay), permettent de se rapprocher du résultat sonore obtenu par la superposition de deux pistes jouant la même partie.